# Ключ від королівства (роман)
«Ключ від королівства» (оригінальна назва — рос. Ключ от Королевства) — роман, що написаний українськими письменниками Мариною та Сергієм Дяченками. Це перша книга циклу «Ключ від Королівства».

## Опис книги

### Україна
Потрапити в Королівство легко. Піти мандрувати дорогами, захищаючи себе й супутників від небезпек, — просто. Повернутися додому — лише один крок.
Часом лише один крок відокремлює зраду від помилки, вірність від боягузтва, стриманість від байдужості, а сумнів від заздрості. Один крок до трону.
Який крок зробиш ти?

### Росія
Випадкова зустріч на вулиці — і ось ти вже не просто учениця середньої школи. Ти — маг дороги. У тебе є магічний посох. Ти знайома із  королем Обероном. У тебе з'являються надійні друзі і страшні вороги. Втім, інколи ти можеш стати ворогом сама собі. І починаються довгі мандри, де можна взнати межу своїм власним Силам, повірити і розчаруватися, перемогти і програти. Ти — маг дороги, і всі дороги віднині твої. Нова книга Марини і Сергія Дяченків звернена найперше до юного покоління. Але і для читачів будь-якого віку знайдеться тут свій ключ від свого королівства.

## Цікаві факти
- Переклад українською мовою вийшов швидше ніж оригінальною, російською (2005 і 2006 роки відповідно)[3].

## Рецензії
- Марина та Сергій Дяченки "Ключ від королівства" та "Королівська обіцянка" [Архівовано 19 серпня 2011 у Wayback Machine.] на сайті vj.net.ua — Процитовано 1 січня 2013
- Наталя Артеменко. Ключ до сердець підлітків [Архівовано 5 березня 2016 у Wayback Machine.], 16 січня 2009. — Процитовано 1 січня 2013

## Видання[3]
- 2005 рік — видавництво «Зелений пес». (укр.)
- 2006 рік — видавництво «Эксмо». (рос.)
- 2007 рік — видавництво «Эксмо». (рос.)
- 2009 рік — видавництво «Эксмо». (рос.)
- 2010 рік — видавництво «Эксмо». (рос.)

## Український переклад
Українською мовою був перекладений і вийшов 2005 року у видавництві «Зелений пес».. Український переклад було повторно перевидано в тому ж виданні у 2008 році.